# 瓜斯卡

瓜斯卡是哥倫比亞的城鎮，位於該國中部，由昆迪納馬卡省負責管轄，距離首府波哥大105公里，始建於1600年，面積346平方公里，海拔高度2,665米，2005年人口12,208。
4°52′N 73°53′W / 4.867°N 73.883°W